# Niwnice (stacja kolejowa)
Niwnice – stacja kolejowa w Niwnicach na linii kolejowej nr 283 Jelenia Góra – Żagań, w województwie dolnośląskim.